# Pseudotocepheus andinus
Pseudotocepheus andinus är en kvalsterart som först beskrevs av Fernández, Martínez och Eguaras 1990.  Pseudotocepheus andinus ingår i släktet Pseudotocepheus och familjen Tetracondylidae. Inga underarter finns listade i Catalogue of Life.